# شجرة عائلة الأسرة المصرية الرابعة عشر

## مقدمة
الأسرة الرابعة عشرة المصرية (حوالي 1805–1650 ق.م) حكمت وادي الدلتا من عاصمتها المحتملة أفيَريس أو خُويس، وهي أسرة من أصول شبهية (سيميّة) ظهرت موازية للأسرة الثالثة عشرة قبل سقوطها تحت سيطرة الهكسوس.

## شجرة العائلة
لا توجد مصادر أثرية واضحة تربط ملوك الأسرة الرابعة عشر بعلاقات نسبية ثابتة،

 بل إن المعطيات تقتصر على نصوص بردية وسجلات الأختام الملكية التي توضح تسلسلهم الزمني لا علاقاتهم الأسرية، لذا تُقدَّم الشجرة التالية بصيغة تقديرية للترتيب الزمني وليس شجرة نسبية بالمعنى الحرفي:
```
'Ammu Aahotepre ── Yakbim Sekhaenre (علاقته بأمثال ’أمو وخنشبيم غير مؤكدة)
                  ├── Ya'ammu Nubwoserre
                  ├── Qareh Khawoserre
                  └── Maaibre Sheshi
                       └── Tati (زوجة/ملكة)
                           ├── Nehesy Aasehre
                           └── Ipqu (الأمير)

```

- ’Ammu Aahotepre أول الملوك المزعومين في بداية الأسرة.
- Yakbim Sekhaenre أول من تحقق له اشتقاق لهرمي في الدلتا، لكنه قد يكون حاكماً تابعا أو محلياً دون صلة نسب واضحة بالسلفين، ويُرجَّح أنه من أُسّس الأسرة بعدما انفصل حكام الدلتا عن سلطة طيبة.
- Ya'ammu Nubwoserre وQareh Khawoserre حُكمّا في الفترة نفسها بأسماء سيميّة، دون وثائق نسبية تربطهما بالملوك السابقين.
- Maaibre Sheshi يُعزى إليه بناء صلته النوبية عبر زواجه من الأميرة Tati، وأنجب منها Nehesy Aasehre (“النوبّي”) وIpqu (“النعمة”) الذين حملا لقب “ابن الملك” مؤشّرين إلى ولاية عليا مشترَكة
- Ya'ammu Meruserre (Ya'qoub-Har): ذُكِر باسمه المزدوج في بردية تورينو وأضيف إليه “مرسر-رع”.
- Nebsenre: موثق في برديات الأختام والأختام الملكية، ويُعتبر الخليفة الثاني بعد Yaqub-Har دلالًا على استمرار الحكم الكنعاني في الدلتا. 
- Sehebre (Sankhibra): عُرِف أيضًا باسم Sankhibra، ويظهر في بردية تورينو على أنه الملك الرابع تقريبًا في الأسرة. 
- Merdjefare: عاش بعد Sehebre، وتظهر تقديرات مدة حكمه (3–4 سنوات) في بردية تورينو. 
- Sewadjkare: حُكمه قصير مدون في قائمة ملوك “تورينو” وقد سبقه Merdjefare وأعقبه Khendjer.
- Khendjer: يُعرف من خلال برديات حجرية في تل العمارنة وسجلات الكهنة، وكان مهيمنًا لفترة أطول نسبيًا (حوالي 4–5 سنوات).
- Imyremeshaw، Sehetepibre، Khahotepre Sobekhotep I، Neferhotep I، Sihathor، Wepwawetemsaf: يرد ذكرهم في برديات الأختام الملكية بقوائم منفصلة دون توضيح علاقات نسبية بينهم، لكنهم يمثلون نهاية الأسرة الرابعة عشر قبل بزوغ الأسرة الخامسة عشرة (الهكسوس)

### ملاحظة حول الدقة
نظرًا لطبيعة السجلات المتفرقة وتضارب بعض قوائم الملوك، فإن هذه الشجرة لا تعكس علاقات دم مباشرة بقدر ما توضح تسلسلاً زمانيًا يُستند إليه الباحثون في ترتيب فراعنة الأسرة الرابعة عشر.

## أنظر أيضًا
- قائمة ملوك مصر القديمة
- قائمة الأسر الملكية المصرية
- الأسرة المصرية الرابعة عشر
- الفترة المصرية الانتقالية الثانية